# Kingdom Hearts: Birth by Sleep
Kingdom Hearts: Birth by Sleep est un jeu vidéo de type action-RPG développé sur PlayStation Portable par les sociétés Square Enix et Disney Interactive Studios. Le jeu est sorti au Japon le 9 janvier 2010 et en septembre 2010 en Europe et en Amérique du Nord. Il appartient à la série Kingdom Hearts.
Une suite intitulée Kingdom Hearts 0.2 Birth by Sleep -A fragmentary passage- est sortie sur PlayStation 4 le 12 janvier 2017 au Japon et le 24 janvier 2017 en Europe dans la compilation Kingdom Hearts HD 2.8 Final Chapter Prologue.

## Synopsis
Dix ans avant les évènements du premier Kingdom Hearts, cet épisode narre les péripéties de trois nouveaux héros : Aqua, Terra et Ventus, tous trois élèves du maître Eraqus. L'histoire débute alors que Terra et Aqua passent leur examen final afin de devenir officiellement des Maîtres de la Keyblade. Cet examen est « arbitré » par maître Eraqus, lui-même, ainsi qu'un autre maître : Xehanort.
À la suite de l'examen, seulement Aqua sera nommée maître alors que Terra, trop « sensible » aux ténèbres, se voit recalé. 
Les événements prennent une tout autre tournure lorsque nos héros apprennent la mystérieuse disparition du maître Xehanort.
Terra, Aqua et Ventus partent alors, avec des intentions différentes, à la recherche du sombre maître disparu.

## Système de jeu
Tetsuya Nomura a déclaré qu'il voulait changer le gameplay sans déstabiliser les fans[réf. nécessaire]. Pour cela, les développeurs ont utilisé le système de Kingdom Hearts 2 et le gameplay de Kingdom Hearts: Chain of Memories[réf. nécessaire].
Ce jeu est différent des épisodes PlayStation 2, car il fonctionne sur un système de compétences et de magies choisies à l'avance enregistrées dans un jeu de commandes et possède des jauges nouvelles. Une jauge "Concentration" permet d'utiliser la compétence Commande de tir visé ; une jauge Lien-D (Lien des dimensions) permet, quant à elle, d'invoquer des personnages rencontrés auparavant ; et enfin, une jauge "Commande" qui se remplit au fur et à mesure que le joueur attaque permet, lorsqu'elle est remplie, de changer de style de combat tel que "Impact critique" pour Terra, "Afflux magique" pour Aqua et "Pic de fièvre" pour Ventus.
Les styles présentés sont uniques pour chaque personnage. Pour changer de style, il faut exécuter en dernière action une compétence pouvant le changer. Les styles uniques peuvent être améliorés jusqu'à deux fois, permettant de continuer à infliger des dégâts puis de terminer par une attaque finale dévastatrice. Il existe également des styles communs aux protagonistes représentant les éléments.

## Personnages principaux
Terra : Un des trois protagonistes jouables du jeu. Spécialisé dans la force brute, il semblerait qu'il doive résister à ses propres ténèbres, tout comme Riku. Son nom signifie "Terre" en latin. Il sera "possédé" par Xehanort et deviendra le Xehanort de tous les KH à la fin de sa "partie" il ne sera lui que sous sa forme armure.
Ventus (Ven) : Autre protagoniste jouable de Birth by Sleep, Ven intrigua le public par sa ressemblance frappante avec Roxas, le 13e membre de l'Organisation, en réalité il s'agit d'une tout autre personne. Son style de combat se base sur la vitesse. Son nom signifie "Vent" en latin.
Aqua : Dernière protagoniste, Aqua reste la plus mystérieuse du trio. Femme téméraire et dynamique, elle n'hésite pas à se battre aux côtés de ses deux amis à l'aide de la magie. Son nom signifie "Eau" en latin.
Maître Eraqus : Maître de la Keyblade et des trois protagonistes. Il est décrit comme étant le protecteur de la lumière. Son nom est une anagramme de "Square". Ce personnage est clairement une référence à Hironobu Sakaguchi, maître Square et Squaresoft, le père de la série Final Fantasy, dont il emprunte les traits le temps d'un hommage.
Maître Xehanort : Maître de la Keyblade, ancien ami de Eraqus et principal ennemi de cette histoire.
Maître Yen Sid : Ancien Maître de la Keyblade siégeant avec Eraqus et Xehanort. Celui-ci décidé de s'exiler, et formera ensuite le roi Mickey
Vanitas : Incarnation de la moitié obscure du cœur de Ven, que Maître Xehanort a déchiré en deux grâce à sa Keyblade. Quant à la partie lumineuse, elle est restée en Ven. C'est donc un être de ténèbres pures. Maître Xehanort l'a baptisé lui-même. Vanitas a le visage de Sora, car le cœur de ce dernier s'est connecté à la partie lumineuse de celui de Ven. Son nom signifie "mensonge, tromperie" en latin.
Mickey : Encore et toujours présent, 10 ans plus tôt, Mickey a subi un entraînement intensif avec maître Yen Sid. Celui-ci aidera nos trois héros lors de leurs missions.
Les Nescients (« Unversed » en anglais) : ce sont les nouveaux ennemis que l'on rencontre dans cet épisode. Ils sont directement liés à Vanitas car ils ne sont autres que des incarnations de ses émotions naissantes et négatives.

## Mondes
Le jeu inclut plusieurs mondes, dont certains sont déjà apparus dans les précédents opus de la série. Notamment le Colisée de l'Olympe de l'univers d'Hercule, le Pays Imaginaire de Peter Pan, la Tour Mystérieuse de Fantasia, ainsi que la Forêt des Rêves Bleus de Winnie l'ourson qui est dans le système Chasse aux commandes. On retrouve aussi des mondes exclusifs à la série comme l'Île du Destin et le Jardin Radieux.
Il offre aussi la possibilité d'explorer des mondes inédits dans la série, tel que le Domaine Enchanté de La Belle au bois dormant, le Palais des Rêves de Cendrillon, la Forêt des Nains de Blanche-Neige et les sept Nains, l'Espace Profond de Lilo & Stitch et Disneyville où l'on retrouve le Château Disney. Et dans les nouveaux mondes exclusivs à la série, on retrouve la Contrée du Départ, la Nécropole des Keyblades, ainsi que l'Arène des Mirages qui accueille un mode multijoueur.

## A Fragmentary Passage
Kingdom Hearts 0.2 Birth by Sleep -A fragmentary passage- est la suite directe de Birth By Sleep et fait le lien avec Kingdom Hearts 3. L'épisode est intégré à la compilation Kingdom Hearts HD 2.8 Final Chapter Prologue qui est sortie le 12 janvier 2017 au Japon et le 24 janvier 2017 en Europe sur PlayStation 4. Il retrace l'errance d'Aqua dans le Domaine des Ténèbres. 